# Жанецин
Жанецин (пол. Żanecin) — село в Польщі, у гміні Соколів-Підляський Соколовського повіту Мазовецького воєводства.
Населення — 231 особа (2011).
У 1975-1998 роках село належало до Седлецького воєводства.

## Демографія
Демографічна структура станом на 31 березня 2011 року:
|          | Загалом | Допрацездатний вік | Працездатний вік | Постпрацездатний вік |
| -------- | ------- | ------------------ | ---------------- | -------------------- |
| Чоловіки | 125     | 39                 | 75               | 11                   |
| Жінки    | 106     | 14                 | 71               | 21                   |
| Разом    | 231     | 53                 | 146              | 32                   |